# Erhard Forgbert
Erhard Forgbert (* 30. September 1898 in Berlin; † 10. November 1965 ebenda) war ein deutscher Politiker (KPD/SED), Widerstandskämpfer gegen das NS-Regime und stellvertretender Leiter der Landesbank Mecklenburg.

## Leben
Forgbert, Sohn einer Weberfamilie, besuchte die Volksschule. Als Bürobursche besuchte er Abendkurse und war ab 1916 Kontorist. Ab Ende 1916 musste er als Soldat im Ersten Weltkrieg kämpfen. Im April 1918 wurde er als Verwundeter aus dem Heeresdienst entlassen.
1920 trat er der Kommunistischen Partei Deutschlands (KPD) bei und wurde Orgleiter im Bezirk Berlin-Lichtenberg. Forgbert arbeitete bei der AEG Berlin und war dort auch Mitglied des Angestelltenrats. 1923 wurde er aus politischen Gründen entlassen und arbeitete anschließend bis 1926 als selbstständiger Handelsvertreter, ab 1926 bei der sowjetischen Handelsvertretung. 1929 besuchte Forgbert die Internationale Lenin-Schule in Moskau. Nach seiner Rückkehr wurde er hauptamtlicher Sekretär und Buchhalter/Kassierer der KPD-Bezirksleitung Berlin-Brandenburg. Ab Ende 1932 fungierte er als Sekretär der Internationalen Arbeiterhilfe (IAH) Berlin-Brandenburg und war Mitglied der Reichsleitung der IAH.
Nach der „Machtergreifung“ der Nationalsozialisten beteiligte sich Forgbert am Widerstandskampf der KPD. Im April 1933 wurde er zusammen mit Ewald Blau und Erich Krautter in Berlin-Lichtenberg festgenommen und schwer misshandelt. Am 21. Februar 1934 wurde Forgbert vom Reichsgericht in Leipzig zu zwei Jahren und drei Monaten Gefängnis verurteilt. Nach seiner Entlassung setzte er die illegale Arbeit fort. Er hatte Verbindungen zu Erich Rutha sowie zur Widerstandsgruppe um Alfred Kowalke und Wilhelm Knöchel. Im Februar 1943 wurde er erneut verhaftet, jedoch vom Kammergericht Berlin, aus „Mangel an Beweisen“ freigesprochen, und im März 1944 freigelassen.
Im August 1945 wurde er vom Zentralkomitee der KPD nach Schwerin beordert, um dort leitende Funktionen beim Aufbau des Bankwesens zu übernehmen. Er war von August 1945 bis Dezember 1947 sowie von März 1949 bis 1951 stellvertretender Leiter bzw. 2. Direktor der Landesbank Mecklenburg bzw. Leiter der Filiale der Deutschen Notenbank Schwerin. 1949 fungierte er als Leiter des Amtes für Volkseigene Betriebe im Ministerium für Wirtschaft Mecklenburg.
Von 1946 bis 1952 war Forgbert Abgeordneter des Mecklenburger Landtages, von 1946 bis 1952 auch Mitglied des Landesvorstandes der Sozialistischen Einheitspartei Deutschlands
(SED) sowie des Landesvorstandes des Freien Deutschen Gewerkschaftsbundes.
Forgbert, der als Kandidat seit Sommer 1950 auch der Zentralen Revisionskommission der SED angehörte, wurde im Oktober 1951 von seinen Funktionen abberufen. Es wurde durch die Zentrale Parteikontrollkommission ein Parteiverfahren gegen ihn eingeleitet, da sich Forgbert kritisch zum Hitler-Stalin-Pakt 1939/40 geäußert hatte. Er erhielt einen Bewährungsauftrag als kaufmännischer Leiter, den er bis November 1953 unter anderem im VEB Hüttenwerk Halsbrücke ausführte.
Ende 1953 wurde Forgbert Hochschullehrer an der Martin-Luther-Universität Halle-Wittenberg und war ab 1958 Professor an der Humboldt-Universität zu Berlin mit Lehrauftrag und Direktor des Instituts für Marxismus-Leninismus.

## Schriften (Auswahl)
- Volkseigene Betriebe und Privatwirtschaft. Schwerin 1948.
- Kurzfristiger Kredit auf neuer Grundlage. In: Deutsche Finanzwirtschaft, Heft 6 (1949), S. 204ff.
- Neue Arbeitsmethoden, ein neuer Arbeitsstil sind im Bankwesen notwendig. In: Deutsche Finanzwirtschaft, Heft 19/20 (1950), S. 348.
- Die Entstehung eines neuen, demokratischen Finanzwesens. In: Historisches Institut der Ernst-Moritz-Arndt-Universität (Hrsg.): Befreiung und Neubeginn. Staatsverlag der DDR, Berlin 1966, S. 231–238.

## Auszeichnungen
- Verdienstmedaille der DDR (1963)
- Vaterländischer Verdienstorden in Silber (1963)
- Banner der Arbeit (1964)